# Араксаван (Джебраильский район)
Араксаван (арм. Արաքսավան, азерб. Araksavan) — новое село в административно-территориальном округе села Араджамух Джебраильского района Азербайджана.
Согласно административно-территориальному делению непризнанной Нагорно-Карабахской Республики, контролировавшей территорию села с начала 1990-х до 2020 года, расположено в Гадрутском районе НКР.
В ходе Первой карабахской войны село перешло под контроль непризнанной НКР. Во время Второй карабахской войны, президент Азербайджана Ильхам Алиев объявил об освобождении села Араксаван.

## География
Араксаван расположен в южной части Карабаха, на территории бывшего Дизакского магала, на левом берегу Аракса, в 11 км. от села Араджамух.

## История
Следов бывшего поселения на территории Араксавана нет.
В рамках политики заселения территорий в 2015 году правительство Армении реализовало масштабную инвестиционную программу в прибрежной зоне Аракса. В результате было создано новое село, получившее название Араксаван. В Араратской области Армении также есть одноимённое село Араксаван.
Несколько семей из населённых пунктов Вайоцдзорской области Армении и Гадрутского района НКР переехали в Араксаван в статусе беженцев.
В селе был построен завод по переработке сельхозпродукции, что открыло новые перспективы для создания рабочих мест для переселенцев.
В 2018 году президент непризнанной НКР Араик Арутюнян посетил зерновые поля и тепличные хозяйства села Араксаван.
Территория села Араксаван было частью Гадрутского района непризнанной НКР со времён Первой карабахской войны до Второй карабахской войны 2020 года, когда село было включено в Джебраильский район Азербайджана.

## Население
В 2015 году в селе Араксаван проживало 35 армян, было 12 фермерских хозяйств.